# Tracie Spencer
Tracie Monique Spencer (Waterloo, 12 luglio 1976) è una cantante statunitense.

## Biografia
Tracie Spencer è salita alla ribalta all'età di 11 anni, nel 1987, anno in cui ha vinto il programma televisivo Star Search. Successivamente è diventata l'artista femminile più giovane a firmare un contratto discografico per un'etichetta non indipendente, ossia la Capitol Records.
Nella Billboard 200 ha esordito con tutti e tre gli album pubblicati, ottenendo il piazzamento migliore con Make the Difference nel 1990, alla numero 107. Nella Billboard Hot 100 ha invece piazzato otto singoli, riscontrando maggiore successo con This House, arrivato alla 3ª posizione. Nel 1993 è inoltre apparsa come cameo in Otto sotto un tetto.

## Discografia

### Album in studio
- 1988 – Tracie Spencer
- 1990 – Make the Difference
- 1999 – Tracie

### Singoli
- 1988 – Hide and Seek
- 1988 – Symptoms of True Love
- 1989 – Imagine
- 1990 – Save Your Love
- 1990 – This House
- 1991 – This Time Make It Funky
- 1991 – Tender Kisses
- 1992 – Love Me
- 1999 – It's All About You (Not About Me)
- 2000 – Still in My Heart